# 塞若尖腹蛛
塞若尖腹蛛（学名：Aculepeira ceropegia）为园蛛科尖蛛属的动物。分布于古北区以及中国大陆的西藏等地。